# Heilige Familie (Grafenwald)

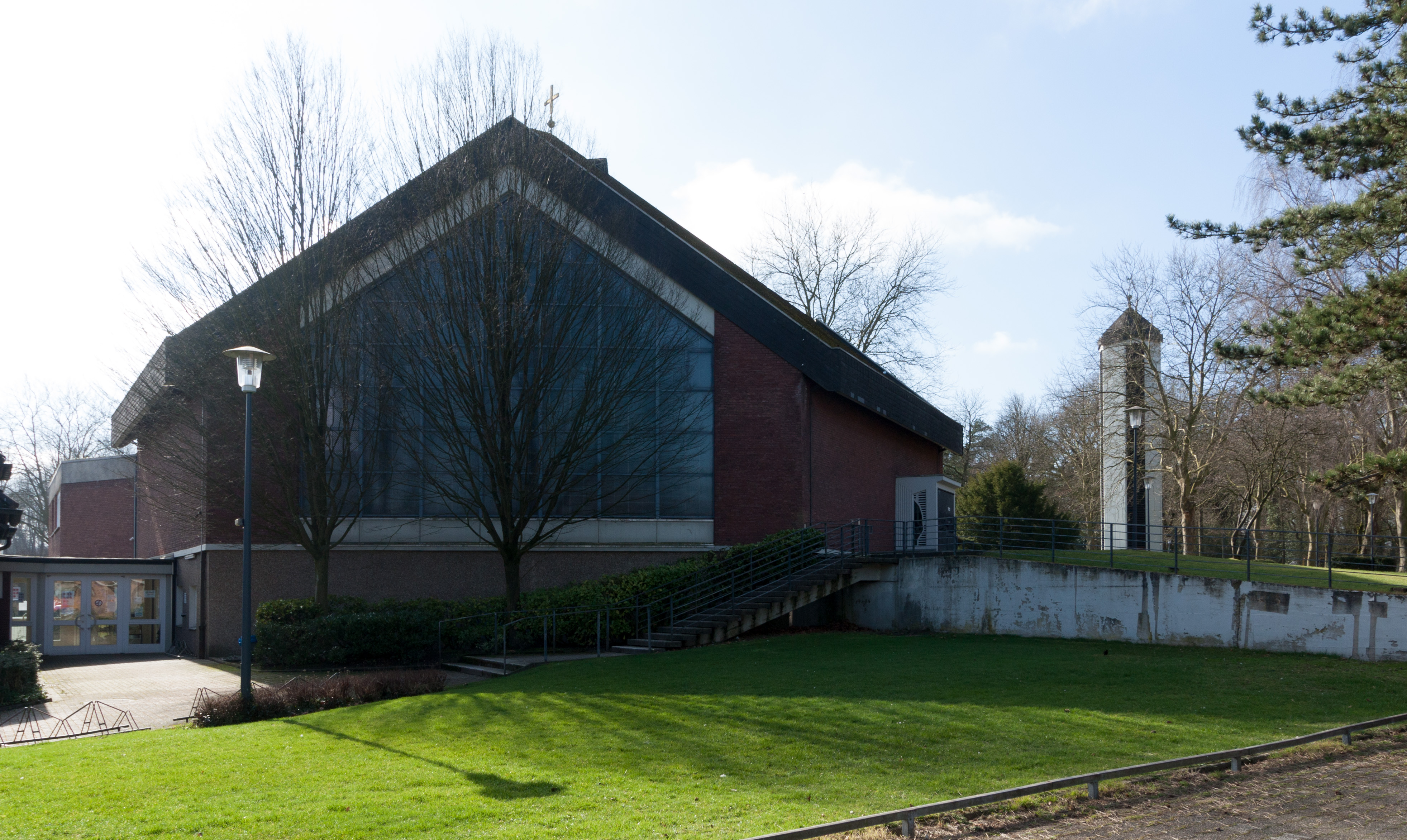
Pfarrkirche Hl. Familie Grafenwald (Außenansicht)

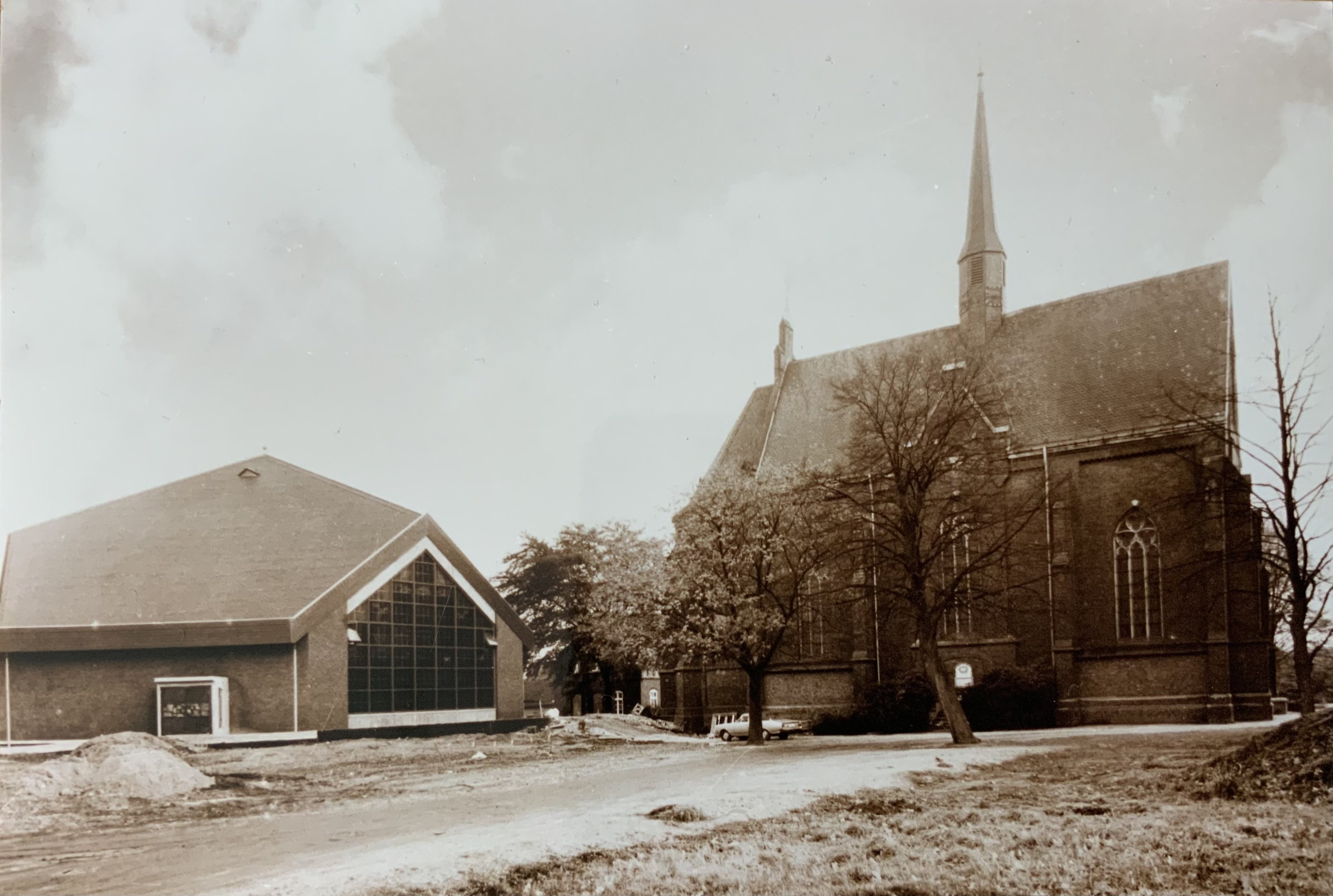
Kurzzeitig standen die alte und neue Pfarrkirche Hl. Familie nebeneinander – bis zum Abriss des alten Gebäudes im Februar 1972

Die Kirche Heilige Familie im Bottroper Ortsteil Grafenwald wurde 1899 gegründet und ist seit 2007 Filialkirche der Pfarrgemeinde St. Johannes d.T. in Bottrop-Kirchhellen (Dekanat Dorsten im Bistum Münster).

## Geschichte
Um 1240 siedelte sich auf dem Gebiet des heutigen Grafenwald für weniger als zehn Jahre ein Zisterzienserinnenkloster an. Das größtenteils bewaldete Gebiet gehörte ursprünglich als südlicher Teil des weitläufigen Ortsteils Holthausen zur Pfarrei St. Johannes der Täufer in Kirchhellen. Dort – bis zu 90 Minuten Fußweg entfernt mit teilweise unbefestigten Sand- und Feldwegen – befanden sich Kirche, Schule und Friedhof. Mit der Entwicklung des Ruhrbergbaus im benachbarten Gladbeck, Bottrop, Osterfeld und Sterkrade nahm die Einwohnerschaft in der zweiten Hälfte des 19. Jahrhunderts stark zu. Von 40 Häusern im Jahr 1849 stieg die Zahl der Häuser bis 1914 auf 167, in denen 237 Familien lebten. Mit der Errichtung der einzügigen Nebenschule 1876 in Grafenwald wuchs auch der Wunsch nach einer eigenen Kirche für die etwa 900 Katholiken im Ort.

### Alte Kirche
1893 begannen die ersten Planungen für eine eigene Kirche. Wegen des Widerstands der Muttergemeinde in Kirchhellen bezüglich einer selbständigen Pfarre in Grafenwald und dem befürchteten Verlust einer Kaplanstelle in Kirchhellen wurde als Minimallösung für den Bau einer Waldkapelle in Grafenwald geworben. Der Kaufmann Franz May schenkte für die Kapelle und für die Wohnung eines Seelsorgers ein Baugrundstück, außerdem verbürgte er sich für 20.000 Mark der veranschlagten 50.000 Mark Baukosten, nachdem bereits 30.000 Mark an sonstigen Spenden eingenommen worden waren.
Mit der Planung und Leitung der Baumaßnahmen wurden die münsteraner Architekten Kersting und Wenking beauftragt. Der Vertrag berücksichtigte einen späteren Ausbau der Kapelle bzw. „Hülfskirche“ zu einer vollständigen Pfarrkirche. Der Kirchhellener Pfarrer Lohmann legte am 26. Juni 1898 den Grundstein. Am 24. Oktober 1899 konsekrierte Bischof Hermann Jakob Dingelstad das Gotteshaus und stellte es unter den Schutz der Heiligen Familie. Eine im Aussehen ähnliche Kirche ist die Herz-Jesu-Kirche in Oberlohberg bei Dinslaken.
Schon im ersten Jahr konnte ein Taufstein aufgestellt werden. Auf der Spitze der turmartigen Holzabdeckung stand eine geschnitzte Figur des heiligen Johannes, des Täufers. Taufstein, Altar und Kommunionbank waren aus Sandstein, vom Bildhauer August Schmiemann aus Münster gestaltet.
Nach Fertigstellung des Wohngebäudes (später Pastorat) wurde 1901 Theodor Sunder erster hauptamtlicher Geistlicher in Grafenwald. Ab 1907 war die Grafenwälder Kirche ein seelsorglich selbständiges Rektorat und führte seit diesem Zeitpunkt ein eigenes Tauf-, Trau- und Sterberegister. Der kommunale Friedhof an der Straße Sensenfeld wurde 1909 angelegt. 1919 erfolgte die Gründung der selbständigen Pfarrgemeinde Heilige Familie und die Abpfarrung von Kirchhellen.
Am 13. November 1971 wurde der letzte Gottesdienst in der alten Kirche gefeiert. Der Abriss erfolgte im Februar 1972. Die Grundmauern ließ man stehen und richtete dort eine Gedenkstätte für die Opfer der beiden Weltkriege ein.

### Bau der neuen Kirche
Schäden am Gebäude als Folge von Bombenabwürfen im Zweiten Weltkrieg, Bergschäden sowie das weitere Bevölkerungswachstum (Stand 1971: ca. 3000 Katholiken) führten zur Planung eines Neubaus. Der neue Standort wurde so gewählt, dass er besser gegen Bergbaueinflüsse geschützt sein sollte, nachdem die alte Kirche im Bereich einer Bruchzone eines Bergsenkungsgebietes lag.
Im Mai 1970 begann man mit dem Bau der neuen Kirche direkt neben der alten, die am 14. November 1971 durch Bischof Heinrich Tenhumberg geweiht wurde. Aus dem Altar der alten Kirche wurden die Reliquien von Papst Coelestin I. und der hl. Candida (der Legende nach gemeinsam mit Ursula von Köln im Jahr 453 als Märtyrerin gestorben; sie wird nicht mehr im offiziellen Heiligenkalender aufgeführt) in den Altar der neuen Pfarrkirche überführt.

## Architektur

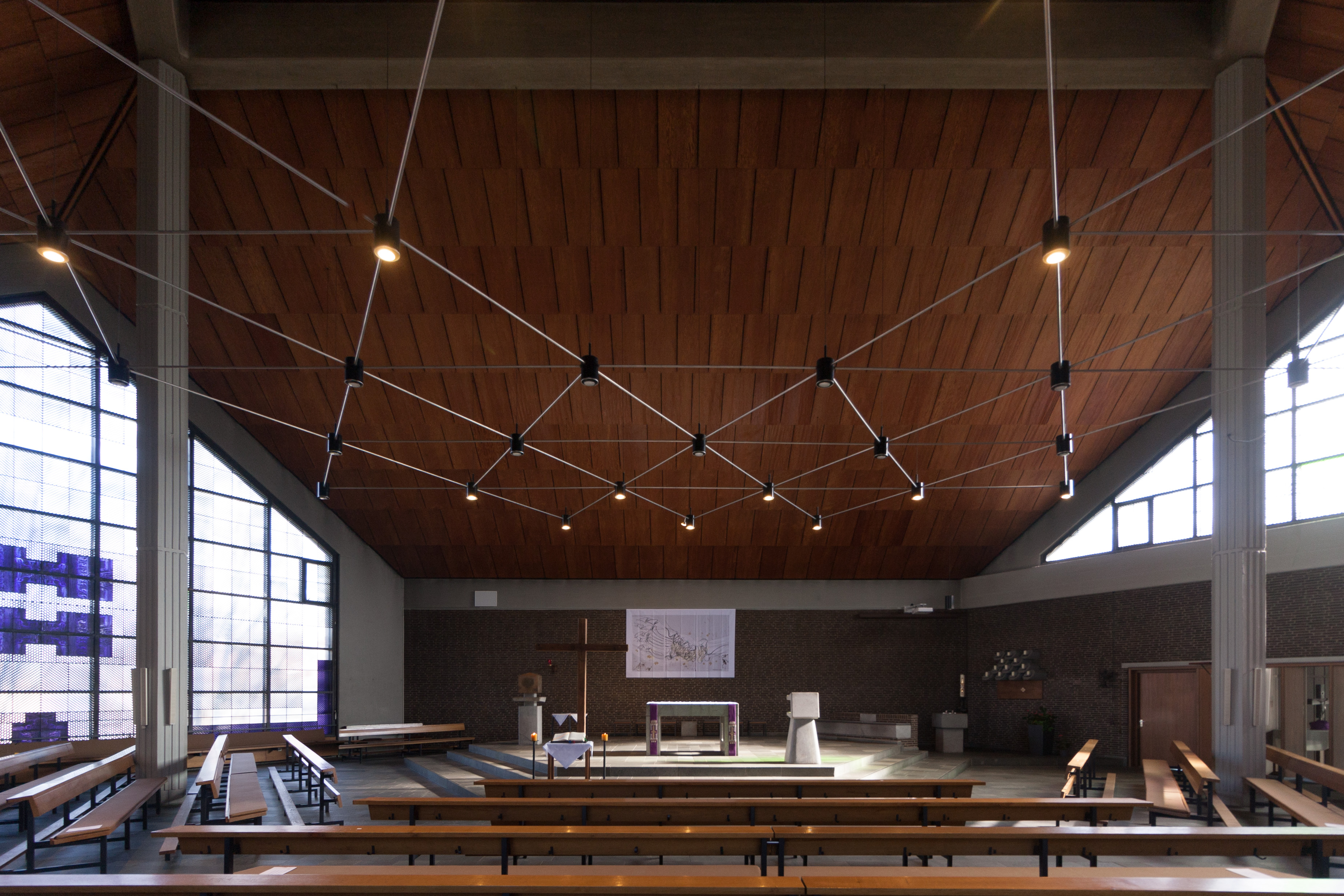
Innenraum der Kirche

Der Entwurf und die Planung für das neue Kirchengebäude stammt vom Architekturbüro Kösters & Balke in Münster. Der Grundriss hat die Grundform eines gleichseitigen Sechsecks mit 15 m äußerer Seitenlänge und rund 25 m innerer Spannweite. Der gesamte Baukörper wurde auf drei Fundamentpunkte gestellt, die zugänglich bleiben sollten, um eventuell später auftretende Senkungen infolge des Bergbaus regulieren zu können. Ein innerer Dreieckrahmen auf drei Raumsäulen, die als Stützpfeiler im Innenraum zu sehen sind, trägt das den gesamten Kirchenraum überspannende Faltdach aus Stahlbeton.
Die Sakristei und die „Werktagskirche“ für kleinere Gottesdienste befinden sich in einem direkt anschließendem flachen Anbau. Die Kirche bietet in der Hauptkirche ca. 450 (in drei Blöcken rund um die Altarzone angeordnet) und in der Werktagskirche ca. 65 Sitzplätze. Die Hauptkirche verfügt über zwei Eingänge, die Werktagskirche über einen separaten Eingang. Am linken Eingang befindet sich leicht erhöht der Orgel- und Chorbereich.

## Ausstattung
In einem Ideenwettbewerb 1969 setzte sich der Bildhauer Hein Wimmer aus Köln mit seinem Entwurf eines Altars als Mahltisch, gefertigt aus Trachyt des Westerwaldes durch. Im Altarraum finden sich weitere von ihm gestaltete Elemente wie Tabernakel, Ambo und Priestersitz sowie der Taufstein mit Taufbecken und das Kreuz. Sechs Bronzeleuchter von Hein Wimmer, die ursprünglich aus der abgerissenen Gladbecker St.-Johannes-Kirche stammen, ergänzen seit 2022 den Altarraum. Die Skulptur Heilige Familie aus griechischem weißen Marmor – bestehend aus einer Figurengruppe von Josef, Maria und dem Jesuskind – wurde von dem Bildhauer Ernst Rasche aus Mülheim an der Ruhr geschaffen und am 19. Dezember 1976 eingeweiht.

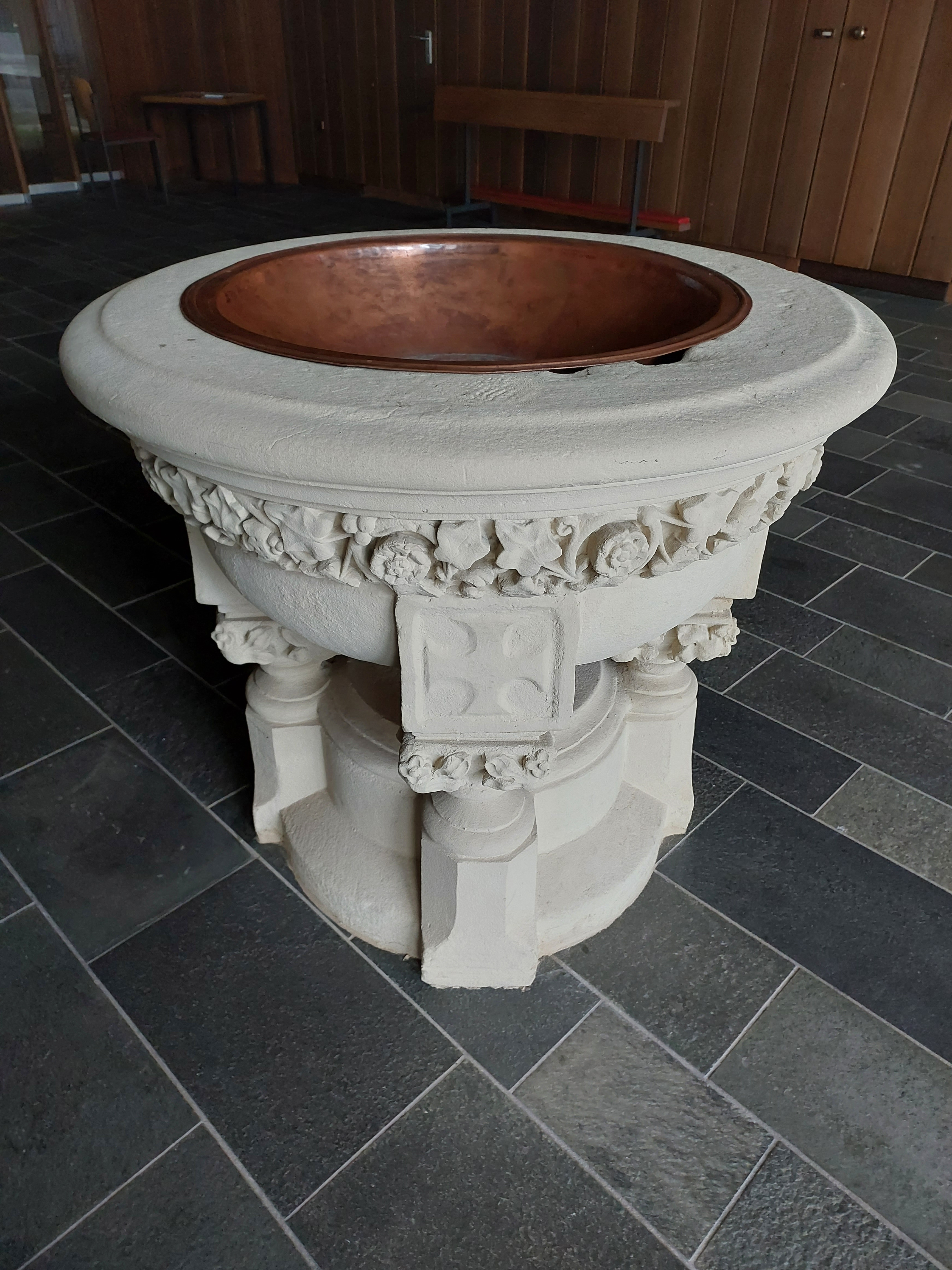
Historisches Taufbecken. Werk des Bildhauers August Schmiemann (Münster)

Das Taufbecken aus der alten Kirche ist erhalten geblieben und wurde 2008, nach einer fachmännischen Restaurierung, seinem ursprünglichen Nutzen zugeführt. Es steht heute im Nebenraum, in der „Werktagskirche“.

### Fenster
Drei große Fenster nach Entwürfen des Glasmalers Joachim Klos aus Nettetal-Schaag und ausgeführt durch Hein Derix aus Kevelaer prägen den Hauptkirchenraum. Nach Aussage der Architekten symbolisiert das Ostfenster mit seinem „Halleluja“ die Freuden, das Westfenster mit dem Antlitz Christi und den schweren Kapitellen die Leiden dieser Welt, während das Südfenster auf die Unvollkommenheit hinweist. Im Fenster der Werktagskirche ist die farbige Darstellung eines Kreuzes mit Rose zu sehen.

## Orgel
Die Orgel wurde von dem Orgelbauer Franz Breil aus Dorsten erbaut und am 22. Juli 1975 eingeweiht. Sie verfügt über 21 Register und 1540 Orgelpfeifen.

## Glocken
Nach dem Bau des Glockenturms 1983 wurden am 17. März 1984 vier Glocken in der Eifeler Glockengießerei Mark in Brockscheid gegossen und am 29. März 1984 von Bischof Reinhard Lettmann geweiht.

## Weitere kirchliche Gebäude und Einrichtungen
1971 erfolgte die Gründung des kirchlichen Kindergartens als erster Kindergarten in Grafenwald. Das Pfarrhaus (Pastorat) von 1901 wurde 1978/1979 durch einen Bungalow ersetzt. Nachdem es seit dem Abbruch des alten Kirchengebäudes kein Glockengeläut mehr in Grafenwald gegeben hatte, wurde 1984 ein neuer Glockenturm eingeweiht. 1988 entstand neben der Kirche eine Erweiterung des im Untergeschoss befindlichen Jugend- und Pfarrheims, das wiederum ein Provisorium aus alten Wehrmachtsbaracken ersetzt hatte. 1996 eröffnete das Seniorenzentrum mit 17 seniorengerechten Wohnungen.
Am 1. Januar 2007 fusionierten die Pfarren Hl. Familie Grafenwald und St. Mariä Himmelfahrt in Feldhausen mit der Pfarre St. Johannes der Täufer in Kirchhellen-Mitte.